# Воронезька антекліза
Воронезька антекліза, Воронезький кристалічний масив — підняття (виступ) докембрійського фундаменту Східноєвропейської платформи в басейні річки Дон, головним чином у межах Росії (в тому числі на Східній Слобожанщині), частково на території України.
На північному заході масив обмежений Оршанською западиною і Жлобінською сідловиною, на південному заході і півдні Прип'ятсько-Донецькими авлакогенами, на сході Каспійською западиною і на північному сході Московською западиною. 
Орографічно відповідає Середньоруській височині.
Воронезький масив простягається з північного заходу на південний схід на 800 км і має ширину 300–400 км.
Воронезька антекліза утворилася переважно під час герцинського орогенезу.
Основні породи зазвичай залягають на глибині 40–250 м, іноді виходячи на поверхню Землі. 
Північно-східний і східний схили пологі, а південний — крутіший.
У докембрійському фундаменті ВКМ виділяються два мегаблоки: східний (Воронезький), складений нижньопротерозойськими 6 формацій, нижньопротерозойські відклади спостерігаються лише у вузьких лінійних зонах південно-східного — північно-західного простягання.
Складається з архейських і протерозойських метаморфічних гірських порід. Перекрита породами девонської, крейдової та юрської систем. До утворень ниж. протерозою в зах. частині антеклізи приурочені поклади зал. руд Курської магнітної аномалії. З інтрузивними основними масивами фундаменту пов'язані прояви мідно-нікелевих руд, з девонськими товщами — оолітові залізні руди та ільменітові пісковики.